# Équipe cycliste Tirol KTM
L'équipe cycliste Tirol KTM (officiellement Tirol KTM Cycling Team) est une équipe cycliste autrichienne participant aux circuits continentaux de cyclisme et en particulier l'UCI Europe Tour.

## Histoire de l'équipe

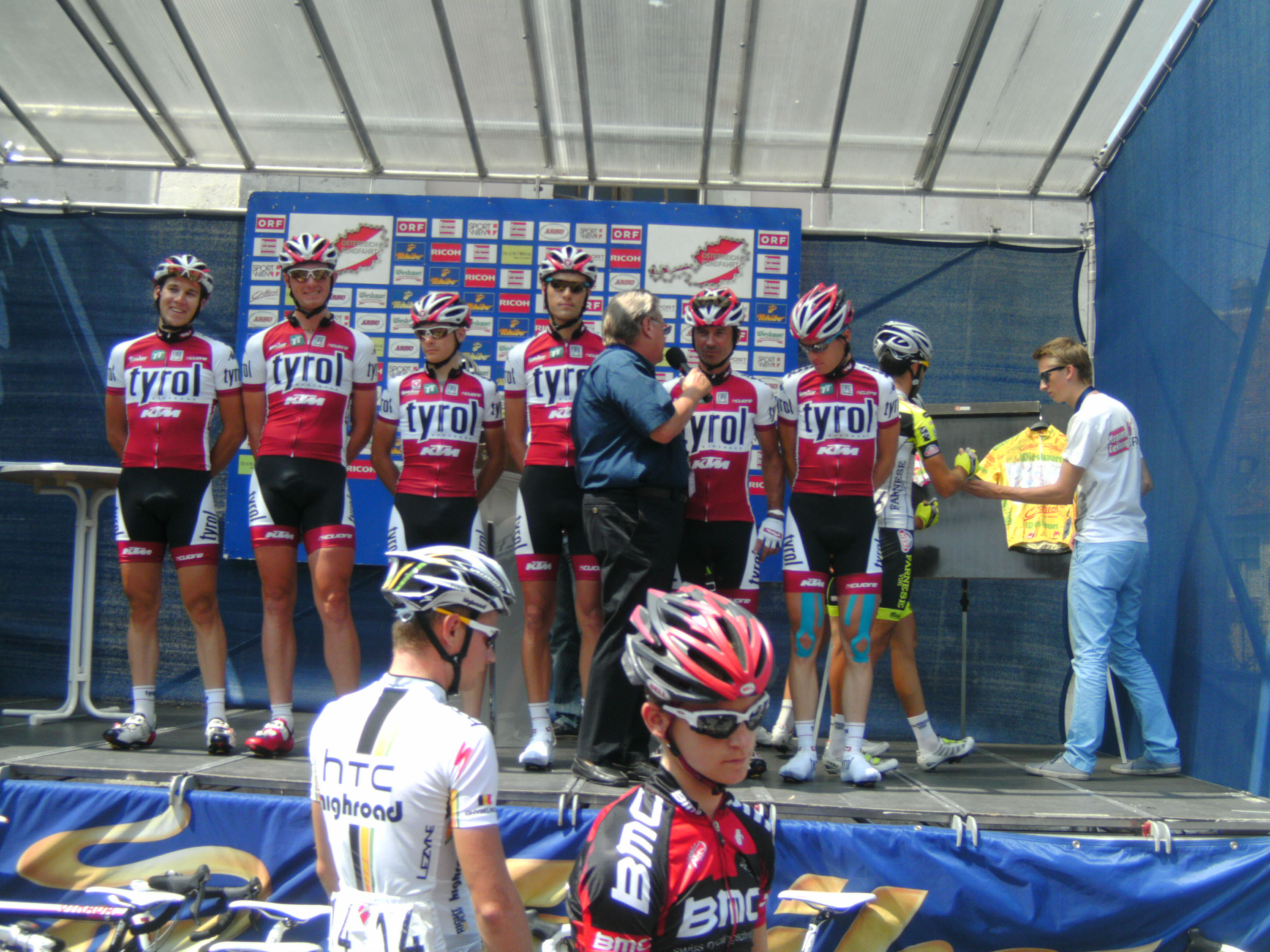
L'équipe Tyrol lors du Tour d'Autriche 2011.

L'équipe est fondée en 2008 sous le nom de Tyrol-Team Radland Tirol par le politicien Thomas Pupp et l'ancien professionnel et vainqueur d'étape du Tour de France Georg Totschnig. Elle dispose d'une licence d'équipe continentale depuis la saison 2008 et est dédiée aux coureurs espoirs de moins de 23 ans. L'équipementier est KTM et le sponsor principal est un centre commercial d'Innsbruck.
Lors du Tour d'Allemagne 2022, il est annoncé que l'équipe - aux côtés de l'équipe allemande Lotto-Kern-Haus - deviendrait partenaire de l'UCI WorldTeam Bora-Hansgrohe à partir de 2023, les trois équipes conservant leur indépendance organisationnelle,.
Au cours de son existence, l'équipe a notamment vu passer des coureurs tels que Marco Haller, Michael Gogl, Lukas Pöstlberger, Gregor Mühlberger, Georg Zimmermann, Patrick Gamper, Patrick Konrad, Tobias Bayer et Sebastian Schönberger.

## Principales victoires

### Courses UCI
- Gran Premio Palio del Recioto : Georg Preidler (2011)
- Tour of Vojvodina II : Clemens Fankhauser (2012)
- Trofeo Banca Popolare di Vicenza : Gregor Mühlberger (2014)
- Carpathia Couriers Path : Gregor Mühlberger (2014)
- Tour Bohemia : Lukas Pöstlberger (2014)
- An Post Rás : Clemens Fankhauser (2014 et 2016) et Lukas Pöstlberger (2015)
- Grand Prix Izola : Filippo Fortin (2017)
- Tour de Berne : Filippo Fortin (2017)
- GP Adria Mobil : Filippo Fortin (2018)
- Trofeo Piva : Georg Zimmermann (2019)
- Grand Prix Industrie del Marmo : Patrick Gamper (2019)
- Coppa della Pace : Georg Zimmermann (2019)

### Championnats nationaux
- Championnats d'Autriche sur route : 7
  - Course en ligne : 2023 (Alexander Hajek)
  - Contre-la-montre : 2011 (Andreas Hofer)
  - Course en ligne espoirs : 2011 (Andreas Hofer) et 2015 (Michael Gogl)
  - Contre-la-montre espoirs : 2011 (Andreas Hofer), 2016 et 2019 (Patrick Gamper)
- Championnats de Hongrie sur route : 1
  - Contre-la-montre espoirs : 2012 (Péter Palotai)
- Championnats du Liechtenstein sur route : 2
  - Course en ligne : 2010 (Daniel Rinner)
  - Contre-la-montre : 2010 (Daniel Rinner)

## Classements UCI
L'équipe participe aux épreuves des circuits continentaux et en particulier de l'UCI Europe Tour. Les tableaux ci-dessous présentent les classements de l'équipe sur les différents circuits, ainsi que son meilleur coureur au classement individuel.
UCI Africa Tour
| UCI Africa Tour | UCI Africa Tour        | UCI Africa Tour                           | UCI Africa Tour |
| Année           | Classement par équipes | Meilleur coureur au classement individuel |                 |
| --------------- | ---------------------- | ----------------------------------------- | --------------- |
| 2017            | 6e                     | Valens Ndayisenga (5e)                    |                 |
|                 |                        |                                           |                 |
| Source : UCI    |                        |                                           |                 |

UCI Asia Tour
| UCI Asia Tour | UCI Asia Tour          | UCI Asia Tour                             | UCI Asia Tour |
| Année         | Classement par équipes | Meilleur coureur au classement individuel |               |
| ------------- | ---------------------- | ----------------------------------------- | ------------- |
| 2010          | 41e                    | Stefan Kirchmair (154e)                   |               |
| 2014          | 40e                    | Martin Weiss (61e)                        |               |
| 2015          | 64e                    | Patrick Bosman (161e)                     |               |
| 2017          | 95e                    | Matthias Krizek (550e)                    |               |
|               |                        |                                           |               |
| Source : UCI  |                        |                                           |               |

UCI Europe Tour
| UCI Europe Tour | UCI Europe Tour        | UCI Europe Tour                           | UCI Europe Tour |
| Année           | Classement par équipes | Meilleur coureur au classement individuel |                 |
| --------------- | ---------------------- | ----------------------------------------- | --------------- |
| 2008            | 116e                   | Matthias Krizek (812e)                    |                 |
| 2009            | 119e                   | Matthias Krizek (908e)                    |                 |
| 2010            | 81e                    | Harald Totschnig (334e)                   |                 |
| 2011            | 58e                    | Georg Preidler (155e)                     |                 |
| 2012            | 47e                    | Blaž Furdi (115e)                         |                 |
| 2013            | 71e                    | Jure Golčer (233e)                        |                 |
| 2014            | 23e                    | Gregor Mühlberger (31e)                   |                 |
| 2015            | 52e                    | Lukas Pöstlberger (75e)                   |                 |
| 2016            | 65e                    | Clemens Fankhauser (235e)                 |                 |
| 2017            | 73e                    | Filippo Fortin (300e)                     |                 |
| 2019            | 51e                    | Georg Zimmermann (356e)                   |                 |
| 2020            | 68e                    | Tobias Bayer (591e)                       |                 |
| 2021            | 57e                    | Matevž Govekar (456e)                     |                 |
| 2022            | 55e                    | Felix Engelhardt (276e)                   |                 |
| 2023            | 72e                    | -                                         |                 |
|                 |                        |                                           |                 |
| Source : UCI    |                        |                                           |                 |

L'équipe est également classée au Classement mondial UCI qui prend en compte toutes les épreuves UCI et concerne toutes les équipes UCI.
| Classement mondial | Classement mondial     | Classement mondial                        | Classement mondial |
| Année              | Classement par équipes | Meilleur coureur au classement individuel |                    |
| ------------------ | ---------------------- | ----------------------------------------- | ------------------ |
| 2016               | -                      | Clemens Fankhauser (438e)                 |                    |
| 2017               | -                      | Valens Ndayisenga (434e)                  |                    |
| 2019               | 89e                    | Georg Zimmermann (458e)                   |                    |
| 2020               | 105e                   | Tobias Bayer (738e)                       |                    |
| 2021               | 85e                    | Matevž Govekar (569e)                     |                    |
| 2022               | 97e                    | Felix Engelhardt (346e)                   |                    |
| 2023               | 131e                   | Marco Schrettl (912e)                     |                    |
| 2024               | 110e                   | Sebastian Putz (760e)                     |                    |
|                    |                        |                                           |                    |
| Source : UCI       |                        |                                           |                    |

## Tirol-KTM Cycling Team en 2025
Effectif
| Effectif 2025            | Effectif 2025     | Effectif 2025 | Effectif 2025                           |
| Cycliste                 | Date de naissance | Pays          | Équipe précédente                       |
| ------------------------ | ----------------- | ------------- | --------------------------------------- |
| Henri-Johannes Appelbaum | 30 octobre 2004   | Allemagne     | REMBE Pro Cycling Team Sauerland (2024) |
| Trym Brennsæter          | 26 mai 2003       | Norvège       | Équipe continentale Groupama-FDJ (2023) |
| Matthew Dodd             | 27 novembre 2004  | Royaume-Uni   |                                         |
| Benjamin Eckerstorfer    | 12 janvier 2004   | Autriche      | Soudal Quick-Step Devo Team (2023)      |
| Simen Evertsen-Hegreberg | 23 avril 2004     | Norvège       |                                         |
| Nicolas Ginter           | 5 février 2006    | Suisse        |                                         |
| Jonas Holzknecht         | 9 novembre 2004   | Autriche      |                                         |
| Samuel Novák             | 10 janvier 2005   | Slovaquie     |                                         |
| David Paumann            | 19 novembre 2003  | Autriche      |                                         |
| David Preyler            | 6 janvier 2004    | Autriche      |                                         |
| Jakob Purtscheller       | 9 juillet 2004    | Autriche      | Felt Felbermayr (2024)                  |
| Felix Rützler            | 18 mai 2006       | Autriche      |                                         |
| Marco Schrettl           | 11 septembre 2003 | Autriche      | Trinity Racing (2022)                   |
| Tim Wafler               | 28 janvier 2002   | Autriche      |                                         |
| Manolo Wrolich           | 2 mai 2006        | Autriche      |                                         |
|                          |                   |               |                                         |
| Source : ProCyclingStats |                   |               |                                         |

Victoires
| Victoires | Victoires | Victoires | Victoires | Victoires | Victoires |
| Date      | Course    | Pays      | Classe    | Vainqueur |           |
| --------- | --------- | --------- | --------- | --------- | --------- |